# Savane
Ne doit pas être confondu avec Savanne.
Pour les articles homonymes, voir Savane (homonymie).

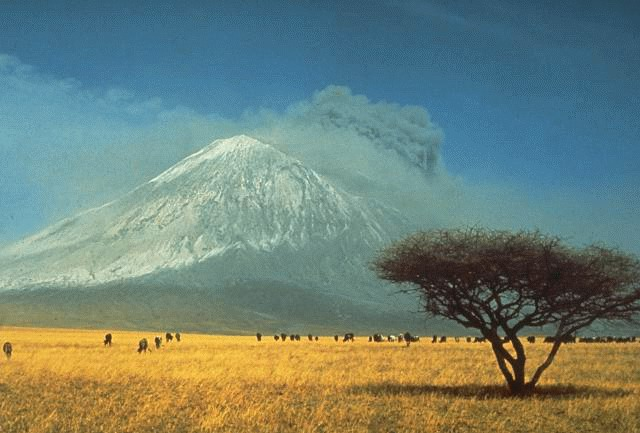
La savane herbeuse au pied de l'Ol Doinyo Lengaï en Tanzanie.

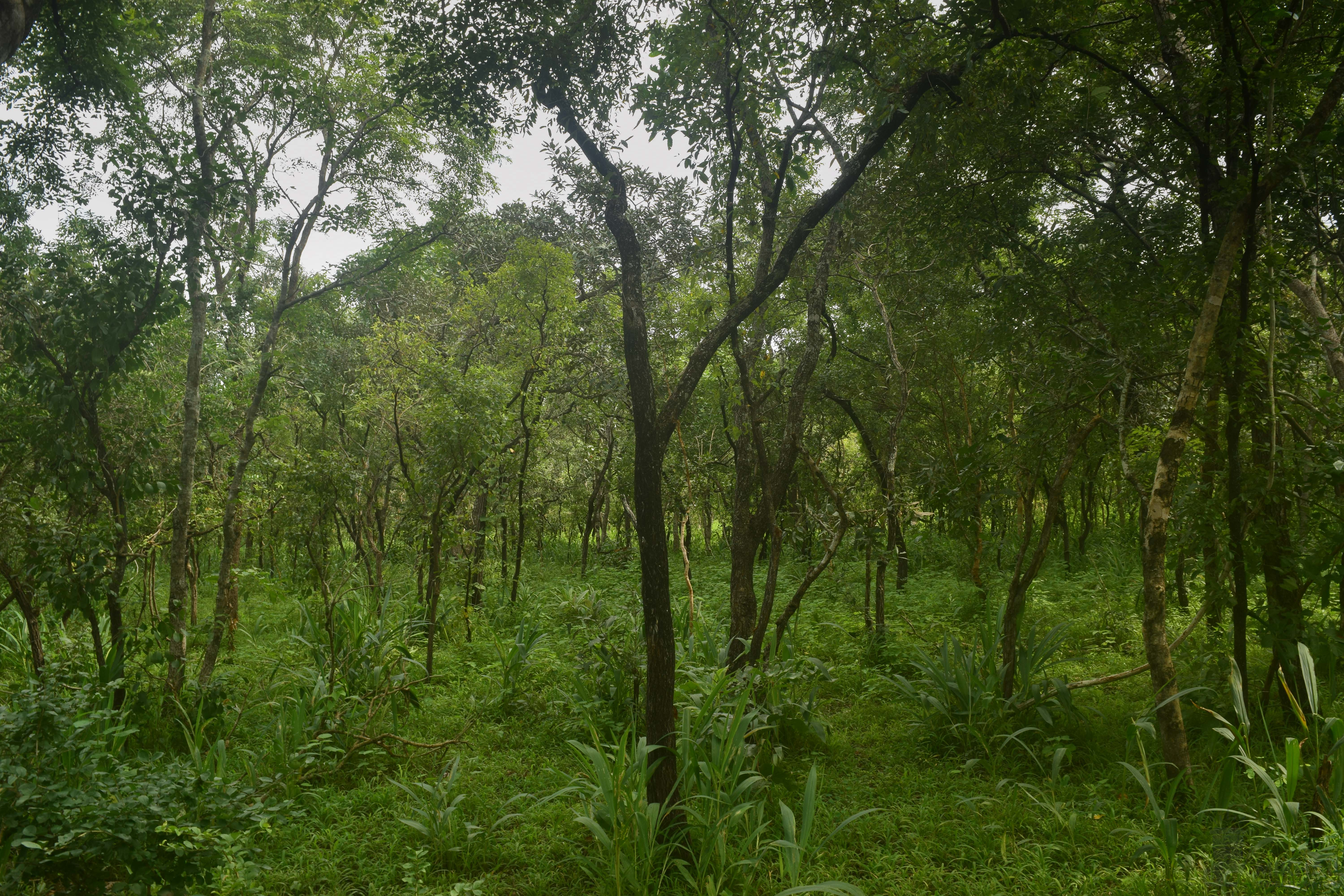
Savane arborée au Bénin.

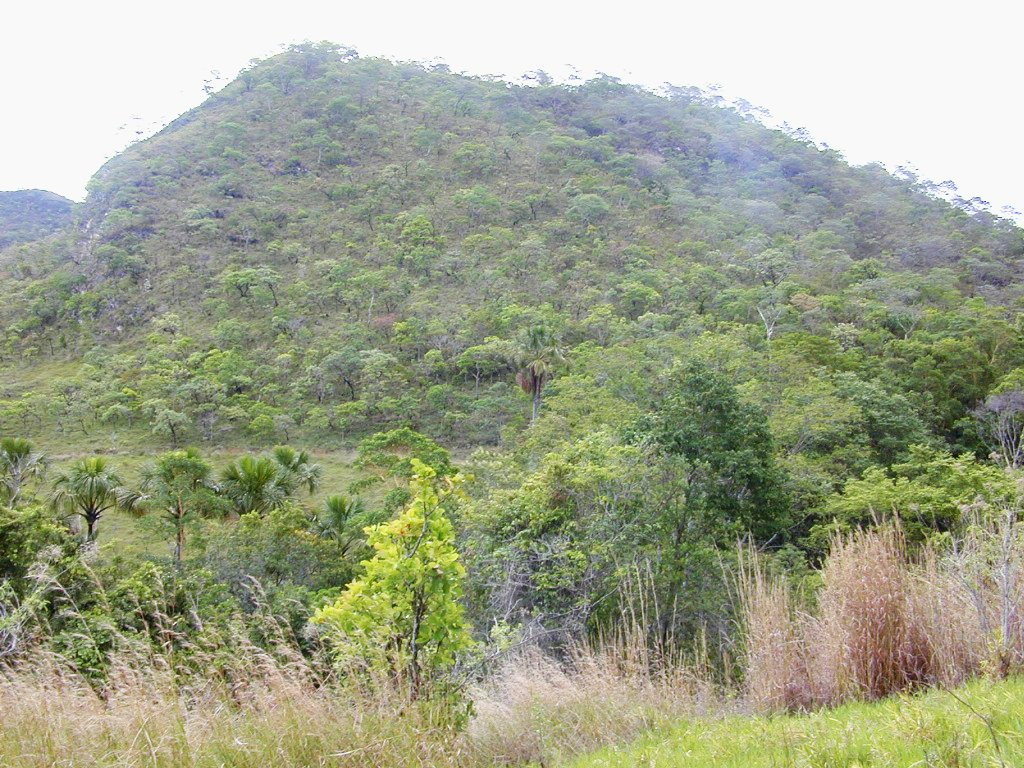
Le cerrado au Brésil.

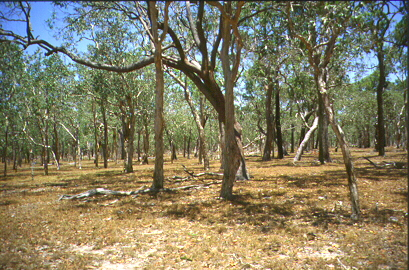
Savane au nord de l'Australie.

La savane est une formation végétale propre aux régions chaudes à longue saison sèche et dominée par les plantes herbacées de la famille des Poacées (aussi appelées Graminées). Elle est plus ou moins parsemée d'arbres ou d'arbustes. Selon la densité (dans l'ordre croissant) des espèces, on parle de « savane herbeuse », de « savane arbustive », de « savane arborée », de « savane boisée », puis de forêt claire, la transition se faisant en général de manière progressive.

## Étymologie et définitions
Le terme français « savane » est emprunté (1529) à l'espagnol « çavana », « zabana » ou « sabana », lui-même pris au taïno « zavana » ou « zabana ». Il aurait été employé en premier lieu par Oviedo pour décrire les llanos vénézuéliens : 
« Les savanes sont les plaines de l'Amérique du Sud septentrionale et des Antilles couvertes d'herbes plus ou moins xérophiles et de buissons avec quelques arbres ou arbustes. »
— Gonzalo Fernández de Oviedo, Historia General y natural de las Indias
L’appellation a par la suite été étendue à la végétation d'Afrique tropicale qui comporte de nombreuses similitudes avec celle de l'Amérique centrale. Un congrès de spécialistes en phytogéographie réuni à Yangambi en 1956 en a donné la définition la plus usitée aujourd'hui :
« Formation herbeuse comportant un tapis de grandes herbes graminéennes mesurant, en fin de saison de végétation, au moins 80 cm de hauteur, avec des feuilles planes disposées à la base ou sur les chaumes, des herbes et plantes herbacées de moindre taille. Ces herbes sont ordinairement brûlées chaque année ; sur ce tapis graminéen, se rencontrent en général arbres et arbustes, qui dessinent une savane boisée (arbres et arbustes formant un couvert clair laissant largement passer la lumière), une savane arborée (arbres et arbustes disséminés sur le tapis graminéen), une savane arbustive (arbustes uniquement, sur le tapis graminéen), une savane herbeuse (arbres et arbustes absents, uniquement tapis graminéen). »

## Histoire
La savane en Afrique est apparue il y a 21 millions d'années, à la suite d'une aridification du climat. Les grandes forêts tropicales se sont alors morcelées, entraînant l'apparition de savanes et de prairies. À l'origine, les températures plus hautes de 5 à 6°C il y a 23 millions d'années, ont favorisé la propagation de la végétation tropicale y compris dans le nord de l'Afrique. Par la suite, un rafraichissement de l'atmosphère entraîne une diminution des précipitations et l'aridification de zones, dont l'Afrique. La faune s'est ensuite adaptée à cette modification structurelle de son environnement.

## Répartition
Elle varie en fonction des auteurs et des définitions retenues, mais elle prédomine surtout dans les zones soumises au climat tropical de savane, principalement en Afrique orientale, en Amérique du Sud et aux Caraïbes (les llanos du Venezuela et le cerrado du Brésil sont considérés comme des types locaux de savane), ainsi que dans le Nord de l'Australie.

## Interactions durables
Le taux et la répartition des zones herbeuses et arborées est contrôlé par le climat et les microclimats, par les incendies plus ou moins réguliers, mais aussi par les dynamiques de populations d'herbivores, elles-mêmes contrôlées par les grands prédateurs. Ces derniers, là où ils sont abondants « rendent les communautés d'arbres de la savane moins épineuse ».